# Alison Meeke
Alison Meeke (7 juni 1991) is een Ierse hockeyspeler.
Meeke begin op haar vierde met hockeyen en speelt voor Loreto Hockey Club. Tijdens het wereldkampioenschap van 2018 bereikte Meeke met haar team de finale.